# 赤穴城
赤穴城（あかなじょう）、または瀬戸山城（せとやまじょう）は、島根県飯石郡飯南町下赤名にあった日本の城。赤穴瀬戸山城・衣掛城（きぬかけじょう）・藤釣城（ふじつるじょう）ともいう。

## 概要
赤穴城は、赤穴荘の地頭として勢力を張った赤穴氏により築かれた山城で、備後・石見・出雲三国境の683メートルの山頂に位置する。尼子氏時代には尼子十旗の一つに数えられ重要視された。

## 構造
武名ヶ平山から延びる尾根先端に占地し、尾根筋を深い堀切で遮断し城域を設定している。
主郭は城域最高所に位置する曲輪と考えられ、主郭及びその南に連なる二つの郭には石垣が残る。山頂部の郭及び城域東端には虎口が設けられ、東端の虎口には櫓台が伴う。城の中心部は総石垣で、一部資料では主郭に天守閣が建てられたともされるが、主郭の面積は非常に狭く、櫓程度しか建てられないと推測される。天文11年（1542年）の大内義隆の攻撃で落城するが、それまでは度々の攻撃を退け「雲南随一の堅城」と謳われたという。
元和の一国一城令で破城されたが、寛永14年（1637年）の島原の乱の後にも再度破壊されたと伝わる。
山麓に繋がる尾根筋には、複数の堀切を交えた小郭群が連なり、石垣に固められた山頂の主郭部とは様相を異にする。主郭部は堀尾氏の手が入っているが、これらの小郭群は赤穴氏時代の遺構を留めている可能性が指摘されている。更に降って山麓にも削平地が残り、遺構は破壊されているが、赤名小学校付近にかけて居館が設けられていたとされる。

## 沿革
- 永和3年（1377年）、赤穴荘の地頭職に任じられた赤穴常連により築城された。
- 天文11年（1542年）、大内義隆に攻められ、2ヶ月に亘る攻防の末、落城した。
- 永禄5年（1562年）、毛利氏が出雲に侵攻し、赤穴盛清は毛利氏に降りこれに従った。
- 慶長5年（1600年）、関ヶ原の戦いにより毛利氏が防長二カ国に減封され、赤穴氏もこれに従い、替わって松田吉久が入城した。
- 元和元年（1615年）、一国一城令により破却されたものと考えられる。

## ギャラリー

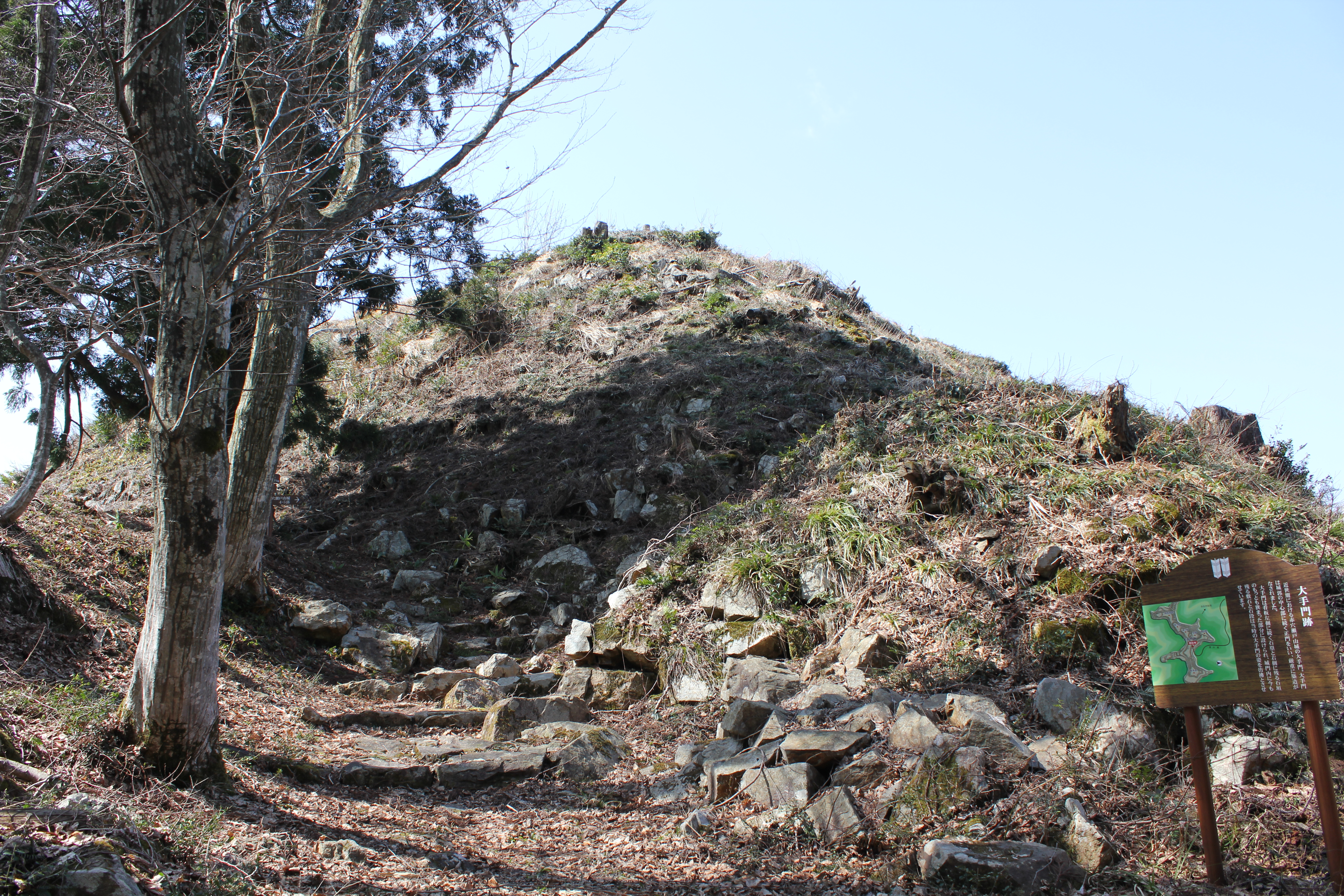
大手門跡
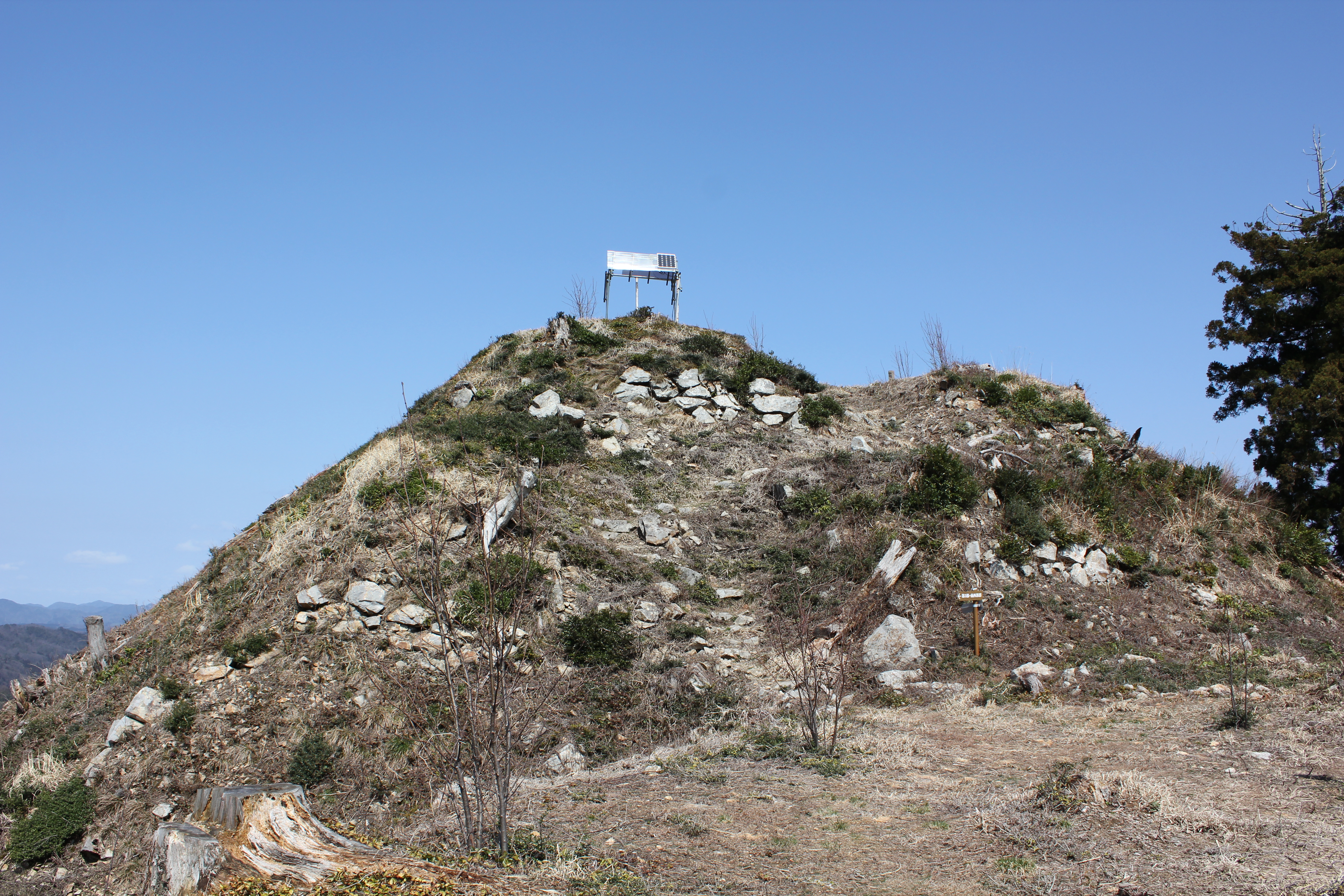
本丸跡
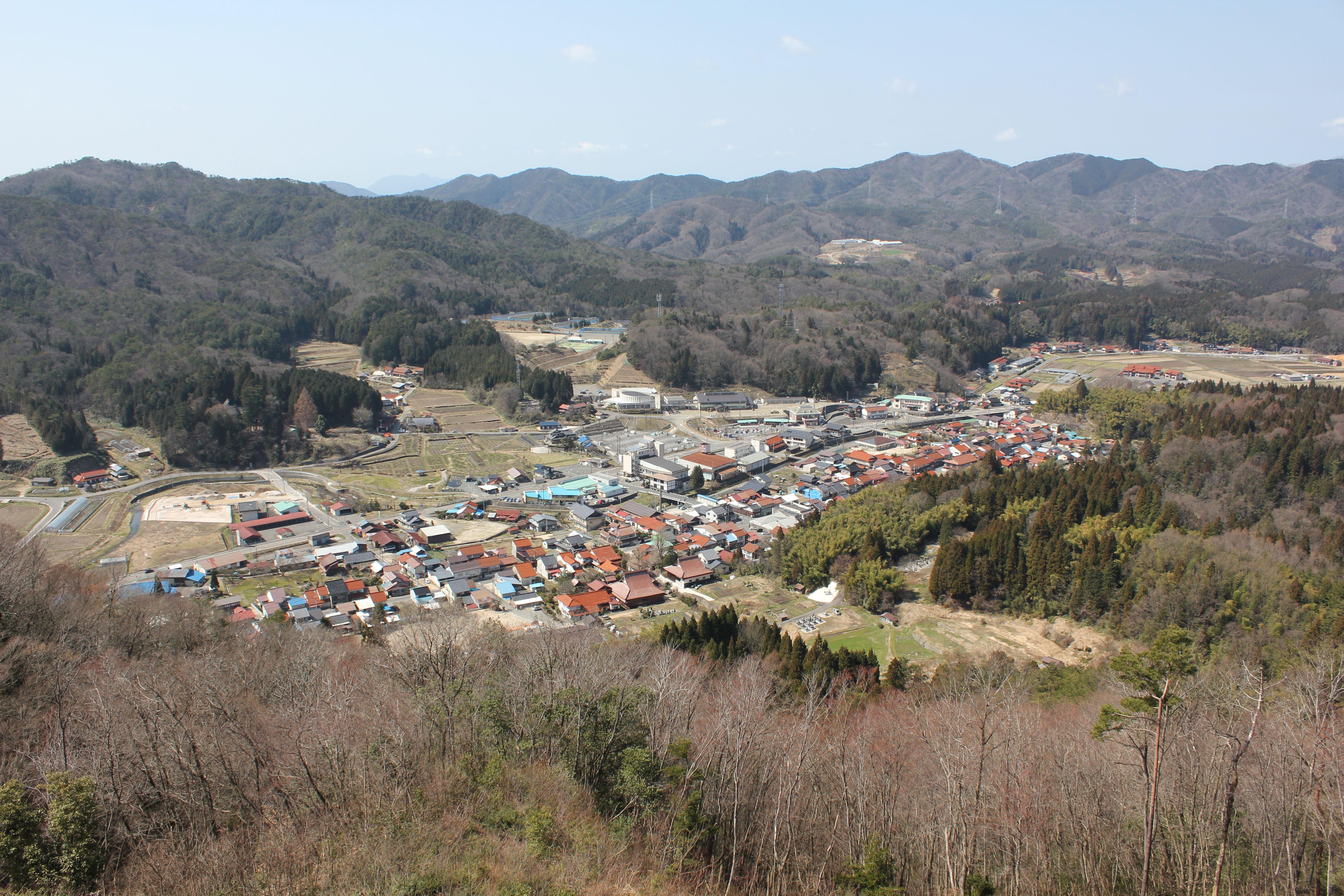
本丸から市街地の眺望
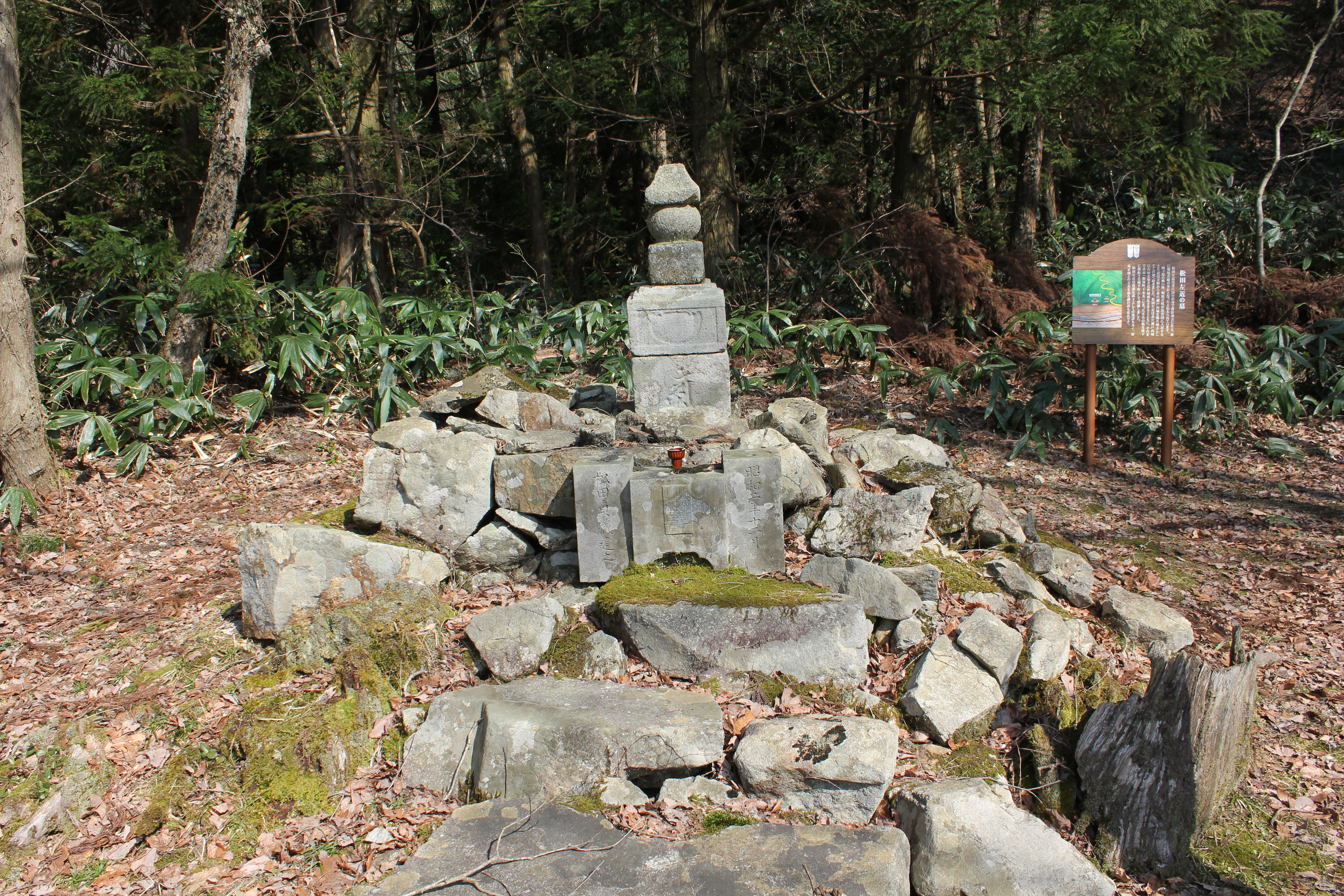
山麓にある松田左近墓